# Camila Pitanga
Camila Manhães Sampaio (Rio de Janeiro, 14 de juny de 1977), coneguda pel seu nom artístic Camila Pitanga, és una actriu i presentadora brasilera. Les seves primeres aparicions a televisió van ser com a hostessa en programes infantils, el 1987. Com actriu, va debutar el 1993, en la minisèrie Sex Appeal. Al cinema, és recordada per la seva aparició a Caramuru: A Invenção do Brasil, del 2001. És una de les actrius més reputades dintre de la indústria de les telenovel·les brasileres.

## Carrera
Camila Pitanga va debutar davant les càmeres ben jove, als set anys d'edat, en la pel·lícula Quilombo, de Cacá Diegues. Des de 1987 va ser una de les "Angelicats", les hostesses que acompanyaven la presentadora Angélica Ksyvickis en els seus programes infantils a la Rede Manchete, romanent tres anys en el càrrec. El 1991 va començar a estudiar art dramàtic i s'incorporà al Teatre O Tablado, estrenant-se com actriu en la peça infantil A Gata Borralheira, una versió de La Ventafocs, on va interpretar la madrastra.
El 1993 va debutar com actriu en televisió, sent una de les cinc protagonistes de la minisèrie Sex Appeal d'Antônio Calmon. El mateix any forma part de la telenovel·la Fera Ferida. El 1994 estrena als teatres A Ira de Aquiles, adaptació de la Ilíada, d'Homer. En el cinema, el seu primer paper rellevant va ser en el llargmetratge Super Colosso, de 1995. El 1996 interpreta la malvada Alex en la segona temporada de Malhação, paper que va mantenir l'any següent.
L'any 2000 va destacar en el seu paper de Paraguaçu, en la minisèrie A Invenção do Brasil i en la posterior versió cinematogràfica, Caramuru. Aquell mateix 2000, va ser una de les protagonistes de la sèrie Garotas do Programa. En aquesta dècada, va enllaçant diversos papers en telenovel·les com Porto dos Milagres, Pastores da Noite, Mulheres Apaixonadas, Belíssima o Paraíso Tropical. En aquesta última va interpretar l'antagonista Bebel, una malvada prostituta; un paper que li reportaria diverses nominacions per la seva actuació.
Entre 2009 i 2010 va encarnar la seva primera protagonista de telenovel·les, la Rose, en la sèrie Cama de Gato de Duca Rachid i Thelma Guedes. Continua amb més telenovel·les: Insensato Coração, Babilônia o Velho Chico i Aruanas. Velho Chico serà tristament recordada per la mort de l'actor Domingos Montagner, qui es va ofegar al riu São Francisco quan es trobava en un descans del rodatge amb na Camila.
El novembre de 2021 es va saber que Camila Pitanga abandonava la TV Globo després de 25 anys, passant a ser una de les noves cares de la divisió d'HBO Max al Brasil. La seva nova cadena ha anunciat que Pitanga tindria diversos rols, des de productora a presentadora i actriu.
Entre 2008 i 2012 va presentar tres temporades del programa musical Som Brasil. Entre 2013 i 2016 fa representacions de l'obra de teatre O duelo - una adaptació de la peça d'Anton Txékhov - com a part d'un programa per portar el teatre a localitats remotes del Brasil.
La seva profusa carrera a televisió no l'ha impedit participar de diverses pel·lícules. A més de Caramuru, les més destacades han sigut Redentor (Cláudio Torres, 2004), Bendito fruto (Sergio Goldenberg, 2005), Saneamento básico, o filme (Jorge Furtado, 2007) i Eu receberia as piores notícias dos seus lindos lábios (Beto Brant i Renato Ciasca, 2012). L'any 2017 va participar amb Beto Brant de la producció del documental Pitanga, sobre el seu pare Antônio, que va ser premiat com la millor pel·lícula brasilera en la Mostra Internacional de Cinema de São Paulo.

## Vida personal

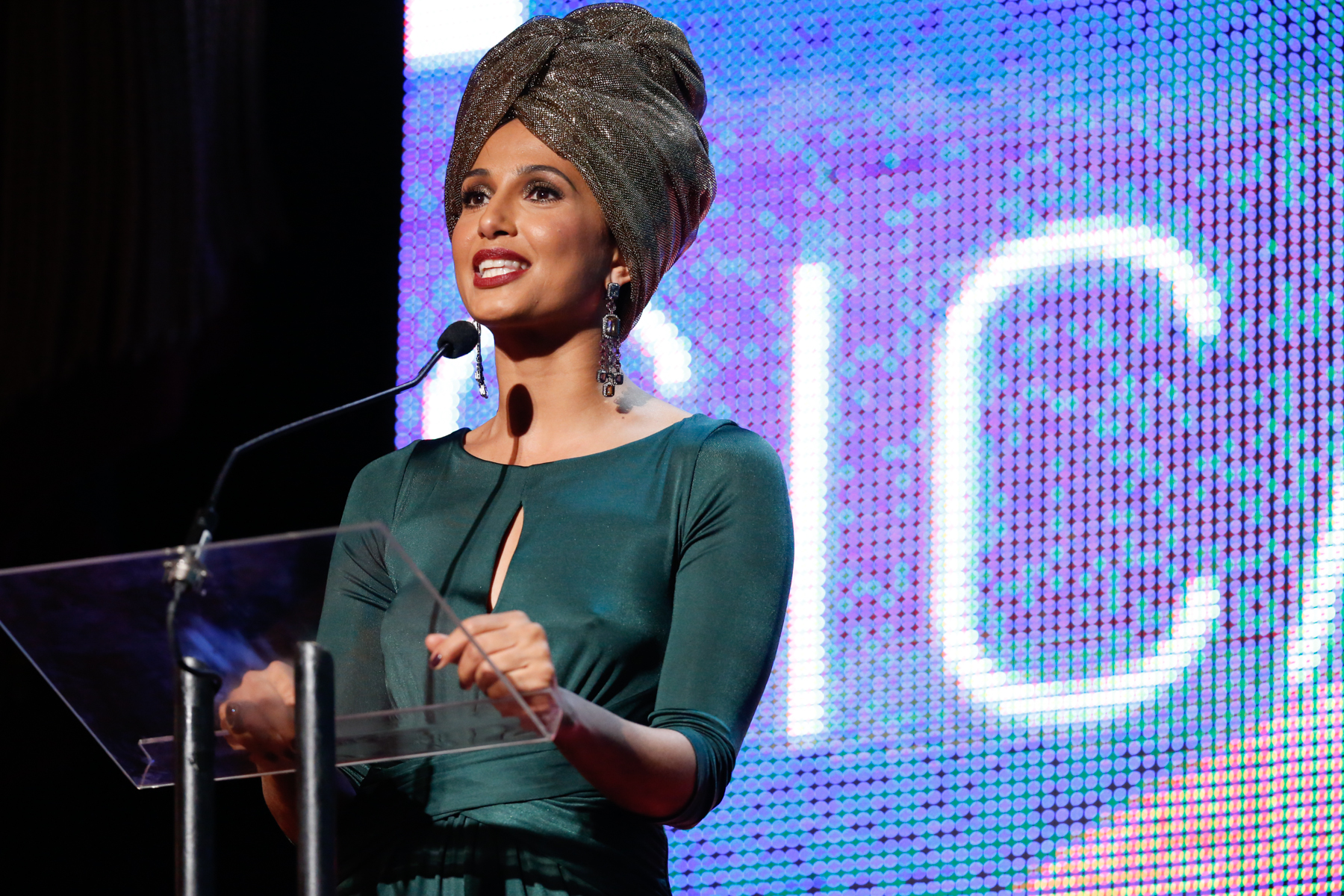
Presentant els XXV Premis de la Música Brasilera (2014).

És filla de l'actriu Vera Manhães i de l'actor Antônio Luiz Sampaio (que actuava sota el nom Antônio Pitanga i de qui Camila va agafar el cognom artístic), i germana del també actor Rocco Pitanga. Va estudiar l'ensenyament mitjà en el tradicional Col·legi Pentágono, i es va graduar en Arts Escèniques per la Universitat Estatal de Rio de Janeiro. Els seus pares es van separar el 1986, després de deu anys de casament, quan Camila tenia nou anys i el seu germà Rocco en tenia sis. Camila i el germà van passar a ser criats pel pare, que va guanyar la guàrdia i custòdia dels fills per una decisió en comú acord amb l'ex-dona. Vera pateix depressió i ansietat cròniques i va preferir tornar a viure a São Paulo, la seva ciutat natal, per tractar-se, mentre Camila i Rocco van viure amb el pare a Rio de Janeiro.
El 1999, Camila va començar una relació amb el director d'art Cláudio Amaral Peixoto, amb qui va estar casada entre 2001 i 2011. El 19 de maig de 2008, a Rio de Janeiro, va donar a llum la seva única filla, Antônia Pitanga do Amaral Peixoto. El nom va ser triat en homenatge al seu pare, Antônio. El 2011, després de deu anys d'unió, va ocórrer la separació de la parella de forma amigable.
Després de festejar amb diversos homes, el març de 2019 va iniciar una relació amb l'artesana Beatriz Coelho, però només van assumir-la públicament al novembre, quan Camila va confirmar als mitjans que és bisexual. L'actriu va explicar que sempre havia estat bastant discreta i fins aquell moment no havia sentit la necessitat d'exposar la seva intimitat.
És directora de l'ONG Movimento Humanos Direitos i Ambaixadora Nacional de l'ONU Dones.

## Filmografia

### Televisió
| Any          | Programa                  | Personatge                            | Notes                                                 |
| ------------ | ------------------------- | ------------------------------------- | ----------------------------------------------------- |
| 1987         | Nave da Fantasia          | Angelicat                             | Hostessa                                              |
| 1987–90      | Clube da Criança          | Angelicat                             | Hostessa                                              |
| 1988–90      | Milk Shake                | Angelicat                             | Hostessa                                              |
| 1993         | Sex Appeal                | Vilma Nascimento                      |                                                       |
| 1993         | Fera Ferida               | Teresa Frontera (Teresinha)           |                                                       |
| 1995         | A Próxima Vítima          | Patrícia Noronha                      |                                                       |
| 1996–98      | Malhação                  | Alexandra Bittencourt (Alex)          | Temporades 2–3                                        |
| 1998         | Pecado Capital            | Rita Santini (Ritinha)                |                                                       |
| 1999         | Você Decide               | Daniela Oliveira Pessoa               | Episodi: "Transas de Família: Parte 1"                |
| 2000         | Brava Gente               | Elisa                                 | Episodi: "Meia Encarnada Dura de Sangue"              |
| 2000         | Garotas do Programa       | Diversos personatges                  |                                                       |
| 2000         | A Invenção do Brasil      | Catarina Paraguaçu                    |                                                       |
| 2001         | Porto dos Milagres        | Esmeralda Miranda                     |                                                       |
| 2001         | Brava Gente               | Maria                                 | Episodi: "O Mistério do Boi Surubim"                  |
| 2002         | Pastores da Noite         | Marialva                              | Episodi: "O Casamento do Cabo Martim"                 |
| 2002         | A Grande Família          | Marina Silva                          | Episodis: "A Enorme Família i "Ô Velho Gostoso"       |
| 2003         | Mulheres Apaixonadas      | Dra. Luciana Ribeiro Alves            |                                                       |
| 2003         | A Grande Família          | Marina Souza                          | Episodi: "Como Rechear um Peru"                       |
| 2004         | Quem Vai Ficar com Mário? | Diana                                 | Especial de cap d'any                                 |
| 2005         | Belíssima                 | Mônica Santana                        |                                                       |
| 2006         | Tecendo o Saber           | Ritinha                               | Episodi: "Ler, escrever e crescer"                    |
| 2007         | Paraíso Tropical          | Francisbel dos Santos Batista (Bebel) |                                                       |
| 2008         | Faça Sua História         | Cherry Davis                          | Episodis: "Super-Mamãe Suzete" i "A Estrela do Irajá" |
| 2008–12      | Som Brasil                | Presentadora                          |                                                       |
| 2009         | Cama de Gato              | Rosenilde Pereira Brandão (Rose)      |                                                       |
| 2011         | Insensato Coração         | Carolina Miranda Brandão (Carol)      |                                                       |
| 2011         | A Grande Família          | Kelly                                 | Episodi: "O Amor Custa Caro"                          |
| 2012         | Lado a Lado               | Isabel Nascimento dos Santos          |                                                       |
| 2013         | A Grande Família          | Marina Souza                          | Episodi: "Um Homem Chamado Flor"                      |
| 2014         | Sessão de Terapia         | Drª. Rita Sanchez                     | Temporada 3                                           |
| 2015         | Babilônia                 | Regina Rocha Loureiro Teixeira        |                                                       |
| 2016         | Velho Chico               | Maria Tereza de Sá Ribeiro            |                                                       |
| 2017         | Palavras em Série         | Ella mateixa / Hilda Hilst            | Episodi: "23 de dezembro"                             |
| 2019–20      | Superbonita               | Presentadora                          |                                                       |
| 2019–present | Aruanas                   | Olga Ribeiro                          |                                                       |
| 2019         | Mulheres Fantásticas      | Narradora                             | Episodi: "Wangari Maathai"                            |
| 2019         | Juntos a Magia Acontece   | Vera Santos                           | Especial de cap d'any                                 |

### Cinema
| Any  | Títol                                                  | Personatge               | Nota         |
| ---- | ------------------------------------------------------ | ------------------------ | ------------ |
| 1984 | Quilombo                                               | Nena                     |              |
| 1993 | A Morte no Edifício Império                            | Carol                    | Curtmetratge |
| 1995 | Super-Colosso: a Gincana da TV Colosso                 | Camilinha                |              |
| 1998 | The Big Shit                                           | Nena en el carrer        | Curtmetratge |
| 2001 | Atlantis - O Reino Perdido                             | Kida                     | Doblatge     |
| 2001 | Caramuru: A Invenção do Brasil                         | Paraguaçu                |              |
| 2003 | Bala Perdida                                           | Marina                   | Curtmetratge |
| 2004 | Redentor                                               | Soninha                  |              |
| 2004 | Bendito Fruto                                          | Choquita                 |              |
| 2004 | O Preço da Paz                                         | Anésia                   |              |
| 2005 | O Signo do Caos                                        | Furacão de Santos        |              |
| 2005 | Sal de Prata                                           | Cassandra                |              |
| 2006 | Mulheres do Brasil                                     | Esmeralda                |              |
| 2007 | Saneamento Básico, o Filme                             | Silene                   |              |
| 2007 | Noel - Poeta da Vila                                   | Ceci                     |              |
| 2010 | Lutas                                                  | Janaína                  |              |
| 2011 | Eu Receberia as Piores Notícias dos seus Lindos Lábios | Lavínia                  |              |
| 2013 | Uma História de Amor e Fúria                           | Janaína                  | Doblatge     |
| 2014 | Para Sempre Teu, Caio F.                               | Ella mateixa             | Documental   |
| 2015 | A Natureza Está Falando                                | Amazònia                 | Narració     |
| 2017 | Pitanga                                                | Ella mateixa / Directora | Documental   |
| 2021 | Mise en Scène: a Artesania do Artista                  | Ella mateixa             | Documental   |

### Videoclips
| Any  | Cançó                      | Artista           |
| ---- | -------------------------- | ----------------- |
| 1994 | Distração                  | Ponto Crucial     |
| 2014 | Morada Boa                 | 3 Na Massa        |
| 2017 | Fofoca é Lixo              | Molejo            |
| 2018 | Indivídua                  | João Cavalcanti   |
| 2018 | Maria, Maria               | Milton Nascimento |
| 2019 | Ninguém Perguntou Por Você | Letícia Letrux    |

## Teatre
| Any     | Títol                              | Personatge      |
| ------- | ---------------------------------- | --------------- |
| 1991–92 | A Gata Borralheira                 | Madrastra       |
| 1994    | A Ira de Aquiles                   | Afrodite        |
| 1995    | Orfeu da Conceição                 | Eurídice        |
| 1995    | Odisséia                           | Penélope        |
| 2002    | Arlequim, Servidor de Dois Patrões | Beatriz Rasponi |
| 2004    | A Maldição do Vale Negro           | Rosalinda       |
| 2013–17 | O Duelo - Uma Novela Teatral       | Nadiejda        |
| 2019    | Por que Não Vivemos?               | Dona            |

## Premis i nominacions
| Any  | Premi                                       | Categoria                                   | Nominacions | Resultat   |
| ---- | ------------------------------------------- | ------------------------------------------- | --- | ---------- |
| 2000 | Trofeu Raça Negra                           | Millor Actriu                               | Caramuru: A Invenção do Brasil                                                                                     | Guanyadora |
| 2001 | Premi Guaraní de Cinema Brasiler            | Millor Actriu                               | Caramuru: A Invenção do Brasil                                                                                     | Nominada   |
| 2003 | Premi Extra de Televisió                    | Millor Actriu                               | Mulheres Apaixonadas                                                                                               | Guanyadora |
| 2004 | Gran Premi Cinema Brasil                    | Millor Actriu Secundària                    | Bendito Fruto | Nominada   |
| 2005 | Prêmio Qualidade Brasil                     | Millor Actriu                               | Sal de Prata | Nominada   |
| 2005 | Premi Guaraní de Cinema Brasiler            | Millor Actriu Secundària                    | Sal de Prata | Nominada   |
| 2007 | Premi Guaraní de Cinema Brasiler            | Millor Actriu Secundària                    | Saneamento Básico, o Filme                                                                                         | Nominada   |
| 2007 | Prêmio Tudo de Bom - Diari O Dia            | Millor Actriu                               | Paraíso Tropical                                                                                                   | Guanyadora |
| 2007 | Prêmio Qualidade Brasil                     | Millor Actriu                               | Paraíso Tropical                                                                                                   | Guanyadora |
| 2007 | Capricho Awards                             | Millor Actriu Nacional                      | Paraíso Tropical                                                                                                   | Guanyadora |
| 2007 | Prêmio Quem de Televisão                    | Millor Actriu de Televisió                  | Paraíso Tropical                                                                                                   | Guanyadora |
| 2007 | Premi Extra de Televisió                    | Millor Actriu                               | Paraíso Tropical                                                                                                   | Guanyadora |
| 2007 | Millors de l'Any                            | Millor Actriu de Telenovel·la               | Paraíso Tropical                                                                                                   | Guanyadora |
| 2008 | Prêmio Faz Diferença d'O Globo              | Revista de TV                               | Paraíso Tropical                                                                                                   | Guanyadora |
| 2008 | Premi APCA                                  | Millor Actriu                               | Paraíso Tropical                                                                                                   | Guanyadora |
| 2008 | Troféu Imprensa                             | Millor Actriu                               | Paraíso Tropical                                                                                                   | Guanyadora |
| 2008 | Trofeu Internet                             | Millor Actriu                               | Paraíso Tropical                                                                                                   | Guanyadora |
| 2008 | Prêmio Contigo! de TV                       | Millor Actriu de Telenovel·la               | Paraíso Tropical                                                                                                   | Guanyadora |
| 2008 | Prêmio Contigo! de TV                       | Millor Parella Romàntica (amb Wagner Moura) | Paraíso Tropical                                                                                                   | Guanyadora |
| 2008 | Prêmio Contigo! do Cinema Nacional          | Millor Actriu Secundària                    | Noel: Poeta da Vila                                                                                                | Nominada   |
| 2010 | Prêmio Qualidade Brasil                     | Millor Actriu                               | Cama de Gato | Nominada   |
| 2011 | Prêmio Quem de Televisão                    | Millor Actriu Secundària                    | Insensato Coração                                                                                                  | Nominada   |
| 2011 | Festival de Cine Ibero-americano de Huelva  | Millor Actriu                               | [[Eu Receberia as Piores Notícias dos Seus Lindos Lábios\|Eu receberia as piores notícias dos seus lindos lábios]] | Nominada   |
| 2011 | Festival do Rio                             | Millor Actriu                               | [[Eu Receberia as Piores Notícias dos Seus Lindos Lábios\|Eu receberia as piores notícias dos seus lindos lábios]] | Guanyadora |
| 2011 | Amazonas Film Festival                      | Millor Actriu                               | [[Eu Receberia as Piores Notícias dos Seus Lindos Lábios\|Eu receberia as piores notícias dos seus lindos lábios]] | Guanyadora |
| 2012 | Prêmio Contigo! do Cinema Nacional          | Millor Actriu pel jurat                     | [[Eu Receberia as Piores Notícias dos Seus Lindos Lábios\|Eu receberia as piores notícias dos seus lindos lábios]] | Guanyadora |
| 2012 | Prêmio Guarani de Cinema Brasileiro         | Millor Actriu                               | [[Eu Receberia as Piores Notícias dos Seus Lindos Lábios\|Eu receberia as piores notícias dos seus lindos lábios]] | Guanyadora |
| 2012 | Prêmio Quem do Cinema                       | Millor Actriu                               | [[Eu Receberia as Piores Notícias dos Seus Lindos Lábios\|Eu receberia as piores notícias dos seus lindos lábios]] | Nominada   |
| 2013 | Festival Sesc Melhores Filmes               | Millor Actriu per la crítica                | [[Eu Receberia as Piores Notícias dos Seus Lindos Lábios\|Eu receberia as piores notícias dos seus lindos lábios]] | Guanyadora |
| 2013 | Festival Sesc Melhores Filmes               | Millor Actriu pel públic                    | [[Eu Receberia as Piores Notícias dos Seus Lindos Lábios\|Eu receberia as piores notícias dos seus lindos lábios]] | Guanyadora |
| 2013 | Prêmio Fiesp/Sesi-SP de Cinema              | Millor Actriu                               | [[Eu Receberia as Piores Notícias dos Seus Lindos Lábios\|Eu receberia as piores notícias dos seus lindos lábios]] | Guanyadora |
| 2013 | Prêmio ACIE de Cinema                       | Millor Actriu                               | [[Eu Receberia as Piores Notícias dos Seus Lindos Lábios\|Eu receberia as piores notícias dos seus lindos lábios]] | Guanyadora |
| 2016 | Melhores do Ano                             | Millor Actriu de Telenovel·la               | Velho Chico | Guanyadora |
| 2016 | Troféu AIB de Imprensa                      | Millor Actriu                               | Velho Chico | Nominada   |
| 2016 | Prêmio Extra de Televisão                   | Millor Actriu                               | Velho Chico | Nominada   |
| 2017 | Troféu Internet                             | Millor Actriu                               | Velho Chico | Nominada   |
| 2017 | Mostra Internacional de Cinema de São Paulo | Millor Pel·lícula Brasilera per la crítica  | Pitanga (premis compartits amb Beto Brant)                                                                         | Guanyadora |
| 2017 | Mostra de Cinema de Tiradentes              | Millor Llargmetratge                        | Pitanga (premis compartits amb Beto Brant)                                                                         | Guanyadora |
| 2017 | Los Angeles Brazilian Film Festival         | Millor Pel·lícula                           | Pitanga (premis compartits amb Beto Brant)                                                                         | Guanyadora |
| 2018 | Grande Prêmio do Cinema Brasileiro          | Millor Documental                           | Pitanga (premis compartits amb Beto Brant)                                                                         | Nominada   |